# Gillsburg
Gillsburg est une unincorporated community du comté d'Amite, dans l'État du Mississippi, aux États-Unis.
Un écrasement d'avion s'y produit le 20 octobre 1977, tuant trois membres du groupe Lynyrd Skynyrd: l'auteur et interprète Ronnie Van Zant, le guitariste Steve Gaines et la choriste Cassie Gaines. Trois autres personnes y trouvent la mort: l'assistant-gérant Dean Kilpatrick, le pilote Walter McCreary, et le copilote William Gray. Les autres membres du groupe ont été gravement blessés dans l'écrasement.